# 叙永小檗
叙永小檗（学名：Berberis hsuyunensis）为小檗科小檗属的植物，为中国的特有植物。分布在中国大陆的四川等地，生长于海拔1,200米至1,540米的地区，一般生长在山坡林中及沟边，目前尚未由人工引种栽培。